# Porella bispina
Porella bispina är en mossdjursart som beskrevs av Charles Henry O'Donoghue 1923. Porella bispina ingår i släktet Porella och familjen Bryocryptellidae. Inga underarter finns listade i Catalogue of Life.